# Udflytterne
|  | Denne artikel er oprettet af botten PalnaBot ud fra en ekstern database. Den kan derfor have sproglige fejl eller mangler. Denne skabelon kan fjernes efter kontrol af indholdet. |

Udflytterne er en film instrueret af Jørgen Roos efter manuskript af Jørgen Roos.

## Handling
Fem familier har slået sig ned i en forladt vejrstation på Grønlands østkyst. I de 11 af årets måneder er de afskåret fra omverdenen. Men de foretrækker at leve deres liv som fangere, at være deres egne herrer, frem for at bo i byernes slum.